# 锡列达
锡列达（西班牙語：Silleda）是西班牙加利西亚自治区蓬特韦德拉省的一个市镇。 总面积168平方公里，总人口9089人（2001年），人口密度54人/平方公里。